# Nyeanella
Nyeanella là một chi bướm đêm thuộc họ Noctuidae.